# Tresignana
Tresignana är en kommun i provinsen Ferrara i regionen Emilia-Romagna i Italien. Kommunen hade 7 022 invånare (2019).
Kommunen bildades den 1 januari 2019 genom en sammanslagning av de tidigare kommunenerna Formignana och Tresigallo.